# 任泽平
任泽平（1979年3月23日—） ，山東棗莊人，中華人民共和國經濟學者，中国民营经济研究会副会长。

## 生平
任泽平參加普通高等学校招生全国统一考试時第一志愿选填青岛大学，後來獲得了中国人民大学经济学博士學位並在清华大学经济管理学院有過博士后經歷。
2007年，任泽平博士毕业后入职国信证券担任宏观分析师，2009年11月离职后成為国务院发展研究中心宏观部研究室副主任，2014年擔任国泰君安研究所董事总经理、首席宏观分析师，期間與該公司的首席经济学家林采宜矛盾激化。2016年6月，任泽平入职方正证券擔任該公司首席经济学家、研究所联席所长。2017年12月4日，恒大集团聘请任泽平担任集团首席经济学家兼恒大经济研究院院长，薪资核定为125萬元/月，年薪達1500万元人民幣。辞职后，任泽平称，2020年下半年，“我觉得已经做了应有的谏言和努力，但由于言不为用，难以融入”“加上判断国家调控地产的决心和力度很大”“学术研究更加适合我，所以我提出了离职。”
2021年3月，加盟東吳證券並成為該公司一名特邀首席经济学家，不過其為編外人員。2022年1月，任泽平在討論中國低生育率问题時主張當局應尽快建立鼓励生育基金给予人民现金奖励，並且中國人民銀行還應多印2万亿，結果其新浪微博賬號被禁言。2022年2月27日任泽平新浪微博、微信禁言结束后，任泽平开始大谈婚姻、幸福等。
2022年2月，中国证券业协会下发《关于加强行业机构首席经济学家自律管理的通知》，要求基金公司、证券公司等金融机构应审慎聘任首席经济学家，且首席经济学家应为公司正式员工。2022年4月，任泽平不再擔任東吳證券特邀首席经济学家。之後任泽平開始以知识付费模式賺取收入，並通過其微信公众号兜售课程。
2023年2月18日，2023年中原金融论坛正式开幕。会上宣布，中原银行拟聘独立经济学家、中国民营经济研究会副会长任泽平为首席经济学家。

## 外部連結
- 任澤平新浪微博 （页面存档备份，存于）